# أبش
أميرة مغولية كانت ابنة الأتابك سعد الثاني ابن أبي بكر وقد ولاها هولاكو على فارس بعد موت سلجون شاه عام 1264 وزوجها من ابنه منغوتينمور، وكان المغول يحكمون البلاد باسمها، توفت أبش في تبريز( إيران) سنة 1287.